# Sci alpino ai XXI Giochi olimpici invernali - Supergigante femminile
Tra le competizioni dello sci alpino ai XXI Giochi olimpici invernali di Vancouver 2010 il supergigante femminile si disputò sabato 20 febbraio sulla pista Franz's di Whistler; l'austriaca Andrea Fischbacher vinse la medaglia d'oro, la slovena Tina Maze quella d'argento e la statunitense Lindsey Vonn quella di bronzo. Per la Vonn si trattò della seconda medaglia ai Giochi di Vancouver dopo quella vinta nella discesa libera del 17 febbraio (oro).
Detentrice uscente del titolo era l'austriaca Michaela Dorfmeister, che aveva vinto la gara dei XX Giochi olimpici invernali di Torino 2006 disputata sul tracciato di San Sicario precedendo la croata Janica Kostelić (medaglia d'argento) e l'austriaca Alexandra Meissnitzer (medaglia di bronzo); la campionessa mondiale in carica era Lindsey Vonn, vincitrice a Val-d'Isère 2009 davanti alla francese Marie Marchand-Arvier e ad Andrea Fischbacher.

## Risultati
| Pos. | Atleta                     | Nazione       | Tempo   | Distacco |
| ---- | -------------------------- | ------------- | ------- | -------- |
| 1    | Andrea Fischbacher         | Austria       | 1:20,14 |          |
| 2    | Tina Maze                  | Slovenia      | 1:20,63 | +0,49    |
| 3    | Lindsey Vonn               | Stati Uniti   | 1:20,88 | +0,74    |
| 4    | Johanna Schnarf            | Italia        | 1:20,99 | +0,85    |
| 5    | Elisabeth Görgl            | Austria       | 1:21,14 | +1,00    |
| 6    | Nadia Styger               | Svizzera      | 1:21,25 | +1,11    |
| 7    | Lucia Recchia              | Italia        | 1:21,43 | +1,29    |
| 8    | Maria Riesch               | Germania      | 1:21,46 | +1,32    |
| 9    | Julia Mancuso              | Stati Uniti   | 1:21,50 | +1,36    |
| 10   | Ingrid Jacquemod           | Francia       | 1:21,77 | +1,63    |
| 11   | Anja Pärson                | Svezia        | 1:21,98 | +1,84    |
| 12   | Andrea Dettling            | Svizzera      | 1:22,03 | +1,89    |
| 13   | Fabienne Suter             | Svizzera      | 1:22,16 | +2,02    |
| 14   | Elena Fanchini             | Italia        | 1:22,17 | +2,03    |
| 15   | Gina Stechert              | Germania      | 1:22,21 | +2,07    |
| 16   | Anna Fenninger             | Austria       | 1:22,30 | +2,16    |
| 17   | Britt Janyk                | Canada        | 1:22,89 | +2,75    |
| 18   | Carolina Ruiz              | Spagna        | 1:23,05 | +2,91    |
| 18   | Leanne Smith               | Stati Uniti   | 1:23,05 | +2,91    |
| 20   | Chemmy Alcott              | Gran Bretagna | 1:23,46 | +3,32    |
| 21   | Mona Løseth                | Norvegia      | 1:23,97 | +3,83    |
| 22   | Aurélie Revillet           | Francia       | 1:24,08 | +3,94    |
| 23   | Agnieszka Gąsienica-Daniel | Polonia       | 1:24,31 | +4,17    |
| 24   | Elena Prosteva             | Russia        | 1:24,43 | +4,29    |
| 25   | Alexandra Coletti          | Monaco        | 1:24,56 | +4,42    |
| 26   | Jessica Lindell Vikarby    | Svezia        | 1:24,83 | +4,69    |
| 27   | Georgia Simmerling         | Canada        | 1:25,21 | +5,07    |
| 28   | Viktoria Rebensburg        | Germania      | 1:25,23 | +5,09    |
| 29   | Klára Křížová              | Rep. Ceca     | 1:26,46 | +6,32    |
| 30   | Jelena Lolović             | Serbia        | 1:26,67 | +6,53    |
| 31   | María Belén Simari Birkner | Argentina     | 1:27,24 | +7,10    |
| 32   | Macarena Simari Birkner    | Argentina     | 1:27,48 | +7,34    |
| 33   | Maryja Škanava             | Bielorussia   | 1:27,84 | +7,70    |
| 34   | Anastasija Skrjabina       | Ucraina       | 1:28,60 | +8,46    |
| 35   | Noelle Barahona            | Cile          | 1:28,66 | +8,52    |
| 36   | Zsófia Döme                | Ungheria      | 1:29,09 | +8,95    |
| 37   | Chirine Njeim              | Libano        | 1:29,59 | +9,45    |
| 38   | Ljudmila Fedotova          | Kazakistan    | 1:31,43 | +11,29   |
|      | Nicole Schmidhofer         | Austria       | DNF     | DNF      |
|      | Maruša Ferk                | Slovenia      | DNF     | DNF      |
|      | Emily Brydon               | Canada        | DNF     | DNF      |
|      | Nadja Kamer                | Svizzera      | DNF     | DNF      |
|      | Marie Marchand-Arvier      | Francia       | DNF     | DNF      |
|      | Shona Rubens               | Canada        | DNF     | DNF      |
|      | Chelsea Marshall           | Stati Uniti   | DNF     | DNF      |
|      | Daniela Merighetti         | Italia        | DNF     | DNF      |
|      | Ljajcan Rajanova           | Russia        | DNF     | DNF      |
|      | Nevena Ignjatović          | Serbia        | DNF     | DNF      |
|      | Mireia Gutiérrez           | Andorra       | DNF     | DNF      |
|      | Andrea Jardí               | Spagna        | DNF     | DNF      |
|      | Iris Guðmundsdóttir        | Islanda       | DNF     | DNF      |
|      | Anna Berecz                | Ungheria      | DNF     | DNF      |
|      | Maria Kirkova              | Bulgaria      | DNF     | DNF      |

Legenda:

DNF = prova non completata

Pos. = posizione

Ore: 10.00 (UTC-8)

Pista: Franz's

Partenza: 1 425 m s.l.m.

Arrivo: 825 m s.l.m.

Lunghezza: 2 005 m

Dislivello: 600 m

Porte: 41 m

Tracciatore: Jürgen Kriechbaum (Austria)